# Camilo Puentes
Juan Camilo Puentes Londoño (Tulúa, Valle del Cauca; 15 de abril de 1998) conocido deportivamente como Camilo Puentes, es un futbolista colombiano-británico qué juega como defensa central en el Inter Club d'Escaldes de la Primera División de Andorra.

## Clubes
| Club                        | País     | Año           |
| --------------------------- | -------- | ------------- |
| Fortaleza C.E.I.F.          | Colombia | 2017–2019     |
| Sant Julià (cedido)         | Andorra  | 2021-2022     |
| U. E. Santa Coloma (cedido) | Andorra  | 2022-2024     |
| Inter Club d'Escaldes       | Andorra  | 2024–presente |